# Tlenek disiarki
Tlenek disiarki, podtlenek siarki, S
2O – nietrwały nieorganiczny związek chemiczny z grupy niższych tlenków siarki.
W temperaturze pokojowej jest nietrwałym, bezbarwnym gazem. Rozkłada się na dwutlenek i politlenek siarki. Jest bezwodnikiem kwasu tiosiarkawego (H
2S
2O
2). Może być otrzymany na przykład w reakcji chlorku tionylu z siarczkiem srebra:
SOCl
2 + Ag
2S → 2AgCl + S
2O
Reakcję przeprowadza się pod zmniejszonym lub zwiększonym ciśnieniem. Innym sposobem jest działanie wyładowaniem jarzeniowym na dwutlenek siarki.

## Budowa
Cząsteczka ma strukturę kątową, kąt między wiązaniami wynosi 118°, długość wiązania siarka–siarka wynosi 188 pm, a wiązania tlen–siarka – 146 pm.